# Alita: Battle Angel
Alita: Battle Angel er en amerikansk science-fiction film fra 2019, instrueret af Robert Rodriguez.
Den er baseret på den japanske manga Battle Angel Alita, af Yukito Kishiro.

## Handling
I en fremtidsby bliver den kvindelige cyborg Alita (Rosa Salazar) dusørjæger efter at være blevet reddet fra skrotning af professor Dyson Ido (Christoph Waltz), som omprogrammerer hende. Samtidig har hun ingen hukommelse, og snart begynder Alitas mystiske fortid at indhente hende.

## Medvirkende
- Rosa Salazar som Alita
- Christoph Waltz som Dr. Dyson Ido
- Keean Johnson som Hugo
- Mahershala Ali som Vector
- Jennifer Connelly som Chiren
- Ed Skrein som Zapan
- Jackie Earle Haley som Grewishka
- Jorge Lendeborg Jr. som Tanji
- Eiza González som Nyssiana
- Edward Norton som Nova